# La Daniella
La Daniella è un romanzo epistolare della scrittrice francese George Sand, pubblicato nel 1857.

## Storia editoriale
La prima pubblicazione in francese, a cura della Librairie Nouvelle, comprendeva due volumi. Quasi simultaneamente apparvero le edizioni in russo e in tedesco.
In italiano la prima edizione è stata edita da Bulzoni nel 1977 (con apparato critico e brani inediti); in seguito (2005), è uscita l'edizione Fazi, tradotta da Romana Petri e introdotta da Arnaldo Colasanti.

## Trama
Jean Valreg è orfano ed è stato allevato da uno zio curato di campagna. Ha ricevuto affetto e molta libertà, ma non ha compiuto studi regolari; perciò, al compimento della maggiore età, si reca a Parigi, per mettersi alla prova. Egli ama la musica e suona il violino, ma la sua ambizione è di studiare pittura. Dopo essersi in più occasioni consultato con un amico dei suoi defunti genitori, Jean decide di partire per l'Italia, dove (a costo di perdere il suo modesto patrimonio), cercherà di sviluppare la sua inclinazione. L'amico gli chiede di scrivergli con regolarità, senza che passino più di otto giorni tra una lettera e l'altra. Questo sarà un esercizio utile per Jean che, attraverso questa disciplina, potrà riflettere su azioni e impressioni.
Prima di espatriare, Jean visita lo zio che accoglie con bonomia la stravagante idea del nipote. Quindi il giovane si reca a Marsiglia, deciso a raggiungere l'Italia per mare. In questa città incontra quelli che saranno i suoi compagni di viaggio e di avventure: un pittore di nome Brumières (che vive di rendita) e un italiano dai molti nomi (che vive di espedienti). Quest'ultimo, chiamato Benvenuto e poi Tartaglia, mette i due pittori in contatto con una famiglia inglese che si reca a Roma, dove possiede un palazzo: i componenti sono tre, un gentiluomo (Lord B***), la moglie Lady Harriet e la nipote Medora. C'è anche una piccola cameriera italiana, Daniella, al servizio personale di Miss Medora.
Giunti in varie tappe nei pressi di Roma, la diligenza che porta Valreg e Prumières ha un intoppo. Valreg prosegue da solo a piedi, per scaricare la tensione nervosa, e incontra alcuni banditi che si nascondono per la strada. Essi attendono la diligenza, ma arriva la carrozza di Lord B***. Valreg, alle spalle dei malviventi, riesce ad atterrare il più forte, mentre l'inglese annienta gli altri che fuggono. Da quel momento Lord B*** prende il francese sotto la sua protezione, offrendogli anche di spedire le lettere con la posta diplomatica, per evitare la censura della polizia.
Brumières è sempre alle costole di Valreg, perché, innamoratosi di Miss Medora, vuole starle accanto e teme la rivalità dell'amico. Ma Jean è molto preso da Daniella e ritiene Medora troppo altezzosa per lui che non è ricco. Una malattia lo porta a trascorrere la convalescenza a Frascati, paese natale di Daniella, e da allora inizia una lunga teoria di fatti che sembrano pazzeschi e che egli descrive puntualmente. Ben presto arriva anche Daniella, licenziata dalla gelosa e malevola Medora, e tra i due si consolida l'amore. 
Ma Daniella ha un fratello, una sorta di delinquente e informatore della polizia, di nome Masolino. Egli rinchiude la sorella e i numerosi parenti non possono liberarla fino alla notte in cui Masolino viene ucciso in uno scontro.
Ma prima della tragica fine del malvivente, Valreg è spiato e pensa di sentire qualche presenza occulta, pur sapendo che occupa un alloggio da solo. Inoltre qualcuno gli ha messo in mano una piccola scheda di metallo con simboli sconosciuti e che gli viene poi sottratta. Apprende così di essere sorvegliato come appartenente a una società segreta di cui tuttavia non sa nulla. Quando finalmente scopre che, in una remota ala del palazzo in cui vive, si nasconde un principe che sta per fuggire all'estero come perseguitato politico, Jean è invitato a partire con il principe, ma rifiuta di allontanarsi da Daniella, sia perché innocente nei confronti delle autorità, sia perché Daniella ora aspetta un bambino e lui la vuole sposare.
Sebbene i due giovani siano riusciti a sposarsi (attaccandosi alla pianeta del sacerdote locale e pronunciando i voti matrimoniali), su Jean pendono le varie accuse di complotto politico e massoneria. Solo il fermo intervento di Lord B*** e dello zio Valreg (giunto per una delicata missione presso un cardinale) risolve le difficoltà legali dei due giovani. Resta l'ostilità di Miss Medora che non accetta la scelta di Jean e intanto è cieca e sorda alla corte che le fa Prumières. Anche questo legame avrà alla fine buon esito. Jean e Daniella rimangono insieme a Frascati, lui dipinge e ha delle commissioni, lei (di cui il giovane ha scoperto il grande talento per il canto) preparandosi a una carriera come cantante d'opera.

### Il matrimonio
Valreg e Daniella si sposano secondo la modalità del matrimonio a sorpresa:
(cap. L)

## Personaggi
- Narratore anonimo, amico di famiglia di Jean Valreg, che conosce a Parigi. Quando Valreg gli dice che vuole fare un viaggio in Italia per apprendere e approfondire la pittura, l'amico gli dà il compito di scrivergli con regolarità e ogni volta entro gli otto giorni. È lui che rende noto il diario di Valreg.
- Jean Valreg, giovane  che non ha avuto una sistematica educazione e apprende da autodidatta. Suona il violino, ma vuole studiare pittura, a costo di perdere il suo modesto patrimonio.
- Abate Valreg, curato di campagna. Zio paterno di Valreg, lo ha accolto quando Jean è rimasto orfano.
- Marion, governante (perpetua) dell'abate Valreg.
- Brumières, compagno di viaggio di Jean Valreg. Un pittore con buona pratica dell'Italia.
- Lord B***, gentiluomo inglese, fa lo stesso viaggio di Valreg verso Roma.
- Lady Harriet, moglie di B.
- Miss Medora, nipote (figlia di una sorella di Lady Harriet e di padre greco).
- Daniella, cameriera di Miss Medora: è di Frascati.
- Benvenuto alias Tartaglia (e molti altri alias), popolano di Roma, furbo e sempre informato, sta alle costole di Lord B e poi di Valreg.
- Masolino, fratello di Daniella, spia e informatore della polizia.

## Accoglienza
Scritto dopo il ritorno da un soggiorno in Italia, il romanzo La Daniella, connotato da caratteri anticlericali, uniti ad espressioni poco lusinghiere sul popolo romano (dello Stato Pontificio), era destinato a reazioni molto in contrasto tra loro e che si possono così riassumere:
- L'anticlericale Victor Hugo espresse con calore il suo apprezzamento per La Daniella[4];
- Al contrario, si logorarono dopo l'uscita del libro i rapporti di Giuseppe Mazzini con la Sand (già in contrasto, sebbene la scrittrice fosse favorevole all'indipendenza italiana)[5].

Nel 1863, dopo la pubblicazione di Mademoiselle La Quintinie, in cui le critiche al potere pontificio venivano ribadite, tutti i libri di George Sand furono inseriti nell'Indice dei libri proibiti.

## Edizioni
- (FR)  George Sand, La Daniella, Paris, Librairie Nouvelle, 1857
- George Sand, La Daniella, con testi inediti in appendice; introduzione e note a cura di Annarosa Poli, Bulzoni, Roma 1977
- George Sand, La Daniella, introduzione di A. Colasanti; traduzione di R. Petri, Fazi, Roma 2005